# بلانيت ويث
بلانيت ويث (باليابانية: プラネット・ウィズ، بالروماجي: Puranetto Wizu) (بالإنجليزية: Planet With)‏ هي وسائط متعددة يابانية وسلسلة مانغا من تأليف ساتوشي ميزوكامي، نشرت Shōnen Gahōsha في مجلة Young King OURs، منذ 28 أبريل عام 2018. أنتجت إلى مسلسل أنمي تلفزيوني من قبل استوديو جاي سي ستاف، عرض الأنمي في 8 يوليو عام 2018 واستمر عرضه حتى 23 سبتمبر عام 2018، وتكون من 12 حلقة.

## القصة
تدور أحداث القصة عن فتاة سويا كوروي، هي طالبة في المدرسة الثانوية تعيش حياة طبيعية، في أحد الأيام تتعرض البلدة التي تعيش فيها إلى الهجوم من قبل أسلحة غامضة، فتصبح سويا مقاتلة من أجل الدفاع عن بلدتها.

## الشخصيات
سويا كوروي (باليابانية: 黒井 宗矢، بالروماجي: Kuroi Sōya)
أداء صوتي: أتسوشي آبي
غينكو كوروي (باليابانية: 黒井 銀子، بالروماجي: Kuroi Ginko)
أداء صوتي: شيوري إيزاوا
سينسي (باليابانية: 先生، بالروماجي: Sensei)
أداء صوتي: ريكيا كوياما
نوزومي تاكاماغاهارا (باليابانية: 高天原 のぞみ، بالروماجي: Takamagahara Nozomi)
أداء صوتي: ساياكا هارادا
هيديو توراي (باليابانية: 虎居 英雄، بالروماجي: Torai Hideo)
أداء صوتي: يويتشيرو أوميهارا
ميو إينابا (باليابانية: 因幡 美羽، بالروماجي: Inaba Miwa)
أداء صوتي: هيتومي أوادا
هيرومي كوماشيرو (باليابانية: 熊代 晴海، بالروماجي: Kumashiro Harumi)
أداء صوتي: ماي فوتشيغامي
القاضي' (باليابانية: 根津屋 正義، بالروماجي: Nezuya Seigi)
أداء صوتي: شينسوكي سوغاوارا
بينيكا تاكاتوري (باليابانية: 鷹取 紅華، بالروماجي: Takatori Kureha)
أداء صوتي: شيزوكا إيشيغامي
يوسوكي هيتسوجيتاني (باليابانية: 羊谷 葉介، بالروماجي: Hitsujitani Yōsuke)
أداء صوتي: كازويوكي أوكيتسو
تاكاشي ريوزوجي (باليابانية: 竜造寺 隆، بالروماجي: Ryūzōji Takashi)
أداء صوتي: كينجي نومورا
كوغاني شيراشي (باليابانية: 白石 こがね، بالروماجي: Shiraishi Kogane)
أداء صوتي: ساوري غوتو
تاكيزو ريوزوجي (باليابانية: 竜造寺 岳蔵، بالروماجي: Ryūzōji Takezō)
أداء صوتي: موتومو كيوكاوا
القائد العام (باليابانية: 閣下، بالروماجي: Kakka)
أداء صوتي: نوريو واكاموتو

## وصلات خارجية
- الموقع الرسمي باللغة اليابانية
- بلانيت ويث على موقع ANN anime (الإنجليزية)